# Antal Róka
Antal Róka (* 25. Juni 1927 in Cașinu Nou, Rumänien; † 16. September 1970 in Siófok, Ungarn) war ein ungarischer Geher.
International trat Róka vorwiegend auf der 50-Kilometer-Distanz in Erscheinung. Bei den Olympischen Spielen 1952 in Helsinki gewann er in 4:31:27,2 Stunden die Bronzemedaille hinter dem Italiener Giuseppe Dordoni (4:28:07,8 Stunden) und dem Tschechoslowaken Josef Doležal (4:30:17,8 Stunden). Dieselbe Platzierung erreichte er bei den Leichtathletik-Europameisterschaften 1954 in Bern mit einer Zeit von 4:31:32 Stunden hinter dem sowjetischen Sportler Wladimir Uchow (4:22:11 Stunden) sowie erneut Josef Doležal (4:25:07 Stunden).
Bei den Olympischen Spielen 1956 in Melbourne wurde Róka in 4:50:09 Stunden mit großem Rückstand auf die vor ihm liegenden Geher Fünfter. Seine persönliche Bestleistung über 50 Kilometer lag bei 4:21:58 Stunden, aufgestellt 1956.